# 伊利亞胡·殷巴爾
伊利亞胡·殷巴爾（希伯來語：‎，1936年2月16日—），以色列指揮家。同時擁有以色列與英國国籍。

## 早年
殷巴爾生于耶路撒冷，早年在以色列音樂院修習小提琴演奏，並從保羅·本·海姆學習指揮。伦纳德·伯恩斯坦在聽到殷巴爾的演奏後，推薦他前往巴黎國立高等音樂舞蹈學院就讀。此外，他也在希爾弗瑟姆與指揮家塞尔吉乌·切利比达克、法蘭科·斐拉拉學習。1963年，殷巴爾贏得了在诺瓦拉举行的坎泰利指揮大賽（Premio Guido Cantelli），展開職業生涯。

## 職涯
殷巴爾早先的指揮活動集中於義大利，但1965年一次成功的演出（與伦敦爱乐乐团合作）增加了他的能見度。1974–90年間，他擔任法兰克福广播交响乐团首席指揮，他帶領該團錄製了多首布鲁克纳交響曲的初版版本，這些罕見錄音為他贏得了德意志唱片評論（Deutschen Schallplatten-Kritik）的年度獎項。1984–89年間，殷巴爾擔任威尼斯鳳凰劇院的首席指揮，並於2007年回任該院音樂總監一職。2009–12年間，他是捷克爱乐乐团的首席指揮。2008–14年間，殷巴爾同時是東京都交響樂團的首席指揮。
2003–11年間，殷巴爾在萊茵高音樂節固定亮相（與科隆西德广播交响乐团合作），演出他拿手的全本布鲁克纳。
2019年8月起，殷巴爾應邀接任臺北市立交響樂團的首席指揮，合約期為三年。2022年4月，臺北市立交響樂團提前宣布殷巴爾將續約三年，然考量新冠疫情仍未停歇，面臨節目安排與演出的不確定性，殷巴爾於2022年6月22日向北市交提出解除稍早簽定的續任合約。其後因疫情趨緩，北市交於2022年10月宣布，殷巴爾將自2023年起回任北市交桂冠指揮。

## 獲獎與榮譽
- 藝術与文學勳章军官勋位（法國，1990年）
- 維也納市金牌勳章（德语：Ehrenzeichen für Verdienste um das Land Wien）（2001年2月）
- 法蘭克福市歌德榮譽勳章（英语：Goethe Plaque of the City of Frankfurt）（2006年）
- 联邦十字勋章（2006年7月8日）

## 評價
承前所述，殷巴爾以布魯克納、馬勒、肖斯塔科维奇等後期浪漫的交響樂詮釋聞名。考慮到早期的經歷，他亦是一位劇院指揮，能夠出演道地的歌劇製作。

## 作品節選

### 商業錄音
殷巴爾是著名的馬勒詮釋者，他有兩套馬勒交響曲全集的錄音。此外，殷巴爾也兩次錄製肖斯塔科维奇交響曲全集。
- . 4509-95497-2 (Teldec Classics). 1994.
- 尤里·巴什梅特（英语：Yuri Bashmet）.  [哈羅爾德在義大利]. CO-73207 (Denon（日语：デノン）). 1989.

## 外部連結
- 伊利亞胡·殷巴爾的Discogs页面（英文）
- 首席指揮簡介，臺北市立交響樂團
- 美以文化基金會的藝術家頁面（页面存档备份，存于）

| 前任： 吉博·瓦格 | 臺北市立交響樂團首席指揮 2019年—2025年 | 繼任： 亞歷山大·里柏瑞契 |